# Cook (cràter)
Cook és un cràter lunar d'impacte que està situat en la part occidental de la Mare Fecunditatis, just al sud-est del prominent cràter Colom. Al sud-oest es troba el cràter Monge.

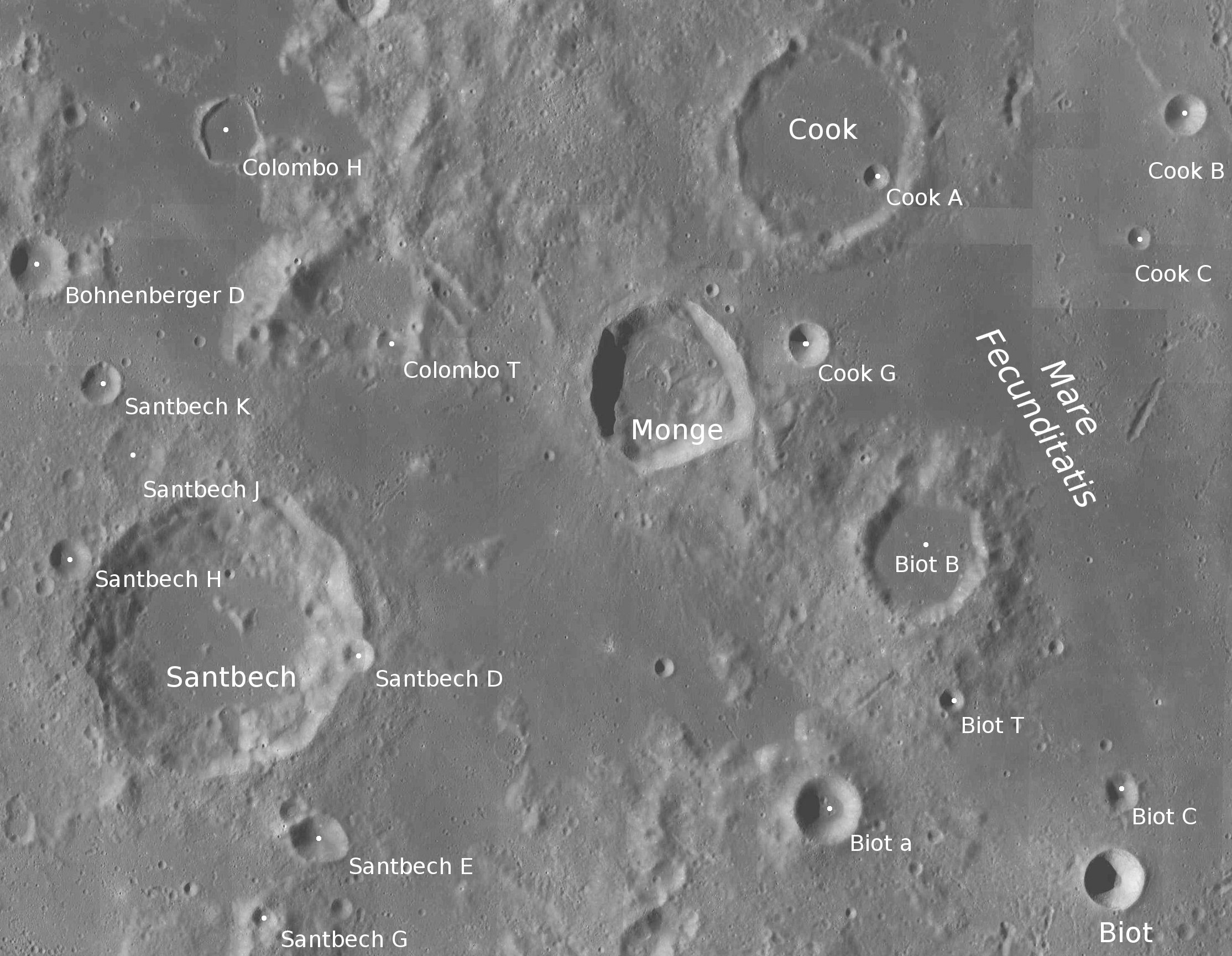
Fotografia de la missió Lunar Reconnaissance Orbiter (Cook, a dalt a la dreta)

L'interior d'aquest cràter va ser inundat per lava, per la qual cosa només un vorell baix es projecta sobre la superfície lunar. Aquest vorell no és exactament circular, tenint una forma aproximadament hexagonal. El vorell baix es troba erosionat en alguns llocs, especialment sobre el lateral nord-est. Existeix un petit cràter denominat Cook A situat en el seu fons prop del bord sud-est.

## Cràters satèl·lit
Per convenció aquests elements són identificats en els mapes lunars posant la lletra en el costat del punt central del costat del cràter que està més prop de Cook.
|      | \| Cook \| Coordenades \| Diàmetre \| \| ---- \| ------------------------------------ \| -------- \| \| A \| 17° 48′ S, 49° 12′ E / 17.8°S,49.2°E \| 6 km \| \| B \| 17° 18′ S, 51° 42′ E / 17.3°S,51.7°E \| 9 km \| \| C \| 18° 12′ S, 51° 18′ E / 18.2°S,51.3°E \| 5 km \| \| D \| 20° 06′ S, 53° 24′ E / 20.1°S,53.4°E \| 4 km \| \| E \| 18° 24′ S, 55° 06′ E / 18.4°S,55.1°E \| 5 km \| \| F \| 17° 36′ S, 55° 24′ E / 17.6°S,55.4°E \| 7 km \| \| G \| 18° 54′ S, 48° 42′ E / 18.9°S,48.7°E \| 9 km \| |          |
| Cook | Coordenades | Diàmetre |
| A    | 17° 48′ S, 49° 12′ E / 17.8°S,49.2°E | 6 km     |
| B    | 17° 18′ S, 51° 42′ E / 17.3°S,51.7°E | 9 km     |
| C    | 18° 12′ S, 51° 18′ E / 18.2°S,51.3°E | 5 km     |
| D    | 20° 06′ S, 53° 24′ E / 20.1°S,53.4°E | 4 km     |
| E    | 18° 24′ S, 55° 06′ E / 18.4°S,55.1°E | 5 km     |
| F    | 17° 36′ S, 55° 24′ E / 17.6°S,55.4°E | 7 km     |
| G    | 18° 54′ S, 48° 42′ E / 18.9°S,48.7°E | 9 km     |